# Akt prawotwórczy
Akt prawotwórczy – akt, wydany przez uprawniony podmiot publiczny, na podstawie upoważnienia zawartego w konstytucji lub innej ustawie, w formie przez ustawę przewidzianej, zawierający normy prawne o charakterze generalnym i abstrakcyjnym.
Akty prawotwórcze bywają dzielone na akty powszechnie obowiązujące i akty kierownictwa wewnętrznego. Te ostatnie są przedmiotem badań nauki prawa administracyjnego.
Akty prawotwórcze są często utożsamiane ze źródłami prawa i aktami normatywnymi.